# C/2015 C2 SWAN
C/2015 C2 (SWAN) è una cometa non periodica scoperta tramite lo strumento SWAN della sonda SOHO. La sua orbita è retrograda.

## Scoperta
Fu scoperta inizialmente da tre astrofili, l'australiano Michael Mattiazzo, lo statunitense Robert Matson e l'ucraino Vladimir Bezugly nelle immagini riprese dello strumento SWAN della sonda SOHO a partire dal 15 febbraio 2015, ma solo con le osservazioni da terra a partire dal 25 febbraio 2015 è stato possibile calcolarne l'orbita.